# Pakistanische Cricket-Nationalmannschaft in Australien in der Saison 2023/24
Die Tour der pakistanischen Cricket-Nationalmannschaft nach Australien in der Saison 2023/24 fand vom 14. Dezember 2023 bis zum 6. Januar 2024 statt. Die internationale Cricket-Tour war Bestandteil der Internationalen Cricket-Saison 2023/24 und umfasste drei Tests. Die Tests waren Bestandteil der ICC World Test Championship 2023–2025. Australien gewann die Test-Serie mit 3-0.

## Vorgeschichte
Australien spielte zuvor eine Tour gegen Indien; für Pakistan war es die erste Tour der Saison. Das letzte Aufeinandertreffen der beiden Mannschaften bei einer Tour fand in der Saison 2021/22 in Pakistan statt.

## Stadien
Die folgenden Stadien wurden für die Tour als Austragungsort vorgesehen.
| Stadion                  | Stadt     | Kapazität | Spiele  |
| ------------------------ | --------- | --------- | ------- |
| Melbourne Cricket Ground | Melbourne | 100.024   | 2. Test |
| Perth Stadium            | Perth     | 060.000   | 1. Test |
| Sydney Cricket Ground    | Sydney    | 048.000   | 3. Test |

## Kaderlisten
Australien benannte seine Test-Kader am 2. Dezember 2023.
Pakistan benannte seine Test-Kader am 20. November 2023.
| Test | Test |
| Australien | Pakistan |
| --- | --- |
| - Pat Cummins (K) - Travis Head (VK) - Steve Smith (VK) - Scott Boland - Alex Carey (wk) - Cameron Green - Josh Hazlewood - Usman Khawaja - Marnus Labuschagne - Nathan Lyon - Mitchell Marsh - Lance Morris - Mitchell Starc - David Warner | - Shan Masood (K) - Abrar Ahmed - Aamer Jamal - Abdullah Shafique - Babar Azam - Faheem Ashraf - Hasan Ali - Imam-ul-Haq - Khurram Shahzad - Mir Hamza - Mohammad Nawaz - Mohammad Rizwan (wk) - Mohammad Wasim Jr. - Noman Ali - Saim Ayub - Sajid Khan - Salman Ali Agha - Sarfaraz Ahmed (wk) - Saud Shakeel - Shaheen Afridi |

## Tour Match
| 6. – 9. Dezember Scorecard | Canberra | Pakistanis 391-9d (116.2) | – | Prime Minister’s XI 367-4 (141) |
|                            |          | Remis                     |   |                                 |

| 22. – 23. Dezember Scorecard | Melbourne | Pakistanis 323 (78.4) & 57-3 (11.3) | – | Victoria XI 272-4d (59) |
|                              |           | Remis                               |   |                         |

## Tests

### Erster Test in Perth
| 14. – 17. Dezember Scorecard | Perth | Australien 487 (113.2) & 233-5d (63.2) | – | Pakistan 271 (101.5) & 89 (30.2) |
|                              |       | Australien gewinnt mit 360 Runs        |   |                                  |

Australien gewann den Münzwurf und entschied sich als Schlagmannschaft zu beginnen. Die australische Eröffnungs-Batter David Warner und Usman Khawaja konnten eine Partnerschaft von 126 Runs erzielen, bevor Khawaja nach 44 Runs ausschied. Danach schied Marnus Labuschagne mit 16 Runs relativ schnell aus, während Warner zusammen mit Steve Smith (31 Runs) und nachher mit Travis Head den Vorsprung erweitern konnte. Kurz vor dem Ende des Tages verlor Warner sein Wicket nach einem Century über 164 Runs aus 211 Bällen. Der Tag endete beim Stand 346/5. Im zweiten Tag konnten Mitchell Marsh und Alex Carey eine Partnerschaft von 90 Runs aufbauen, bevor Carey nach 34 Runs eliminiert wurde. Nachdem Marsh selber nach 90 Runs aus 107 Bällen ausschied, verloren die Australier schnell ihre verbliebene Wickets. Bester pakistanischer Bowler war Aamer Jamal, der 6 Wickets für 111 Runs erzielte. Die pakistanische Mannschaft begann seinen Innings stark: Eröffnungs-Batter Imam-ul-Haq und Abdullah Shafique schafften eine Partnerschaft von 74 Runs. Nachdem Shafique für 42 Runs ausschied, konnte Imam-ul-Haq zusammen mit Kapitän Shan Masood weitere 49 Runs erzielen. Pakistan endete der Tag beim Stand von 132/2. Der dritte Tag war nicht so erfolgreich für das pakistanische Team wie der Tag davor. Nachdem Khurram Shahzad (7 Runs) schnell ausschied, konnten Imam-ul-Haq und Babar Azam eine Partnerschaft von 48 Runs aufbauen, die aber mit dem Wicket von Babar Azam nach 21 Runs endete. Zwar konnten Saud Schakeel und Agha Salman (jeweils 28 Runs) etwas Widerstand leisten, aber Pakistan verlor sechs Wickets innerhalb von 30 Overn. Bester australischer Bowler war Nathan Lyon mit 3 Wickets für 66 Runs. Die Australier begannen ihr Innings mit dem Verlust von zwei Wickets innerhalb von 7.2 Overs. Usman Kawaja konnte gemeinsam mit Steve Smith den Tag mit einem Vorsprung von 300 Runs beim Stand von 84/2 enden. Am vierten Tag schied Smith schnell aus, der knapp mit 45 Runs für 87 Bällen das Fifty verpasste. Nachdem Travis Head (14 Runs) auch früh sein Wicket verlor, konnte Kuwaja eine starke Partnerschaft mit Mitchell Marsh von 126 Runs aufbauen. Beide erzielten jeweils ein Fifty: Kuwaja endete mit 90 Runs aus 190 Bällen, Marsh mit 63* Runs aus 68 Bällen. Mit dem Ausscheiden von Usman Kuwaja deklarierten die Australier das Innings. Bester Bowler war Khurram Shahzad mit 3 Wickets für 45 Runs. Der pakistanische Innings endete überraschend nach einer Session von 30.2 Overs. Beste Partnerschaft war zwischen Babar Azam und Saud Shakeel von 29 Runs, während Shakeel mit 24 Runs aus 51 Bällen der beste Batter war. Nathan Lyon konnte sein 500. Test-Wicket erzielen, nachdem er Faheem Ashraf eliminierte. Beste australische Bowler waren Josh Hazlewood mit 3 Wickets für 13 Runs und Mitchell Starc nach 3 Wickets für 31 Runs. Als Spieler des Spiels wurde Mitchell Marsh ausgezeichnet.

### Zweiter Test in Melbourne
| 26. – 29. Dezember Scorecard | Melbourne | Australien 318 (96.5) & 262 (84.1) | – | Pakistan 264 (73.5) & 237 (67.2) |
|                              |           | Australien gewinnt mit 79 Runs     |   |                                  |

Pakistan gewann den Münzwurf und entschied sich als Feldmannschaft zu beginnen. Wie im vorherigen Spiel konnten die australischen Eröffnungs-Batter David Warner und Usman Khawaja eine Partnerschaft von 90 Runs erzielen, bevor Warner nach 38 Runs ausschied. Khawaja selber verlor sein Wicket kurz danach mit 42 Runs. Die nachfolgenden Batter Marnus Labuschagne und Steve Smith konnten nach einer langen Regenunterbrechung die Vorsprung mit eine weiter Partnerschaft von 46 Runs aufbauen, die mit der Verlust von Smiths Wicket (26 Runs) endete. Der Tag endete beim Stand von 187/3. Im zweiten Tag schied Travis Head (17 Runs) nach einer 50-Runs-Partnerschaft mit Labuschagne aus. Danach bauten Labuschagne und Mitchell Marsh eine Partnerschaft von 46 Runs auf, bevor Labuschagne mit einem Fifty über 63 Runs ausschied. es folgte eine Schwächephase des australischen Teams die vier Wickets innerhalb von 9.2 Overs für 36 Runs verloren. Mitchell schied nach 41 Runs aus und der hineinkommende Pat Cummins nach 13 Runs. Bester pakistanischer Bowler war Aamer Jamal mit 3 Wickets für 64 Runs. Für Pakistan erreichte Eröffnungs-Batter Imam-ul-Haq 10 Runs, bevor Shan Masood und Abdullah Shafique eine Partnerschaft über 90 Runs erzielten, die mit Shafiques Wicket nach 62 Runs endete. Masood gelang ein Fifty über 54 Runs, woraufhin sich Mohammad Rizwan zusammen mit Aamer Jamal etablierte. Der Tag endete daraufhin beim Stand 194/6. am dritten Spieltag verlor Rizwan sein Wicket nach 42 Runs und nachdem Shaheen Afridi 21 Runs erzielte, beendete Jamal das Innings ungeschlagen nach 33* Runs. Der Rückstand betrug nach dem ersten Innings 54 Runs. Beste australische Bowler waren Pat Cummins mit 5 Wickets für 48 Runs und Nathan Lyon mit 4 Wickets für 73 Runs. In ihrem zweiten Innings verlor Australien früh drei Wickets, bevor Steve Smith zusammen mit Mitchell Marsh eine Partnerschaft formte. Marsh erreichte ein Fifty über 96 Runs und wurde durch Alex Carey ersetzt. Nachdem Smith nach 50 Runs sein Wicket verlor endete der Tag beim Stand von 187/6. An der Seite von Carey erzielte am vierten Tag Pat Cummins 16 und Nathan Lyon 11 Runs, bevor Carey nach einem Fifty über 53* Runs das letzte Wicket des Innings verlor. Die Vorgabe für Pakistan stand damit bei 317 Runs. Beste pakistanische Bowler waren Mir Hamza mit 4 Wickets für 32 Runs und Shaheen Afridi mit 4 Wickets für 76 Runs. Für Pakistan bildete dann Eröffnungs-Batter Imam-ul-Haq eine Partnerschaft mit dem dritten Schlagmann Shan Masood. Imam-ul-Haq schied nach 12 Runs aus und wurde durch Babar Azam ersetzt. Massod verlor sein Wicket nach einem Fifty über 60 Runs. Azam erreichte in der Folge 41 Runs und die hineinkommenden Saud Shakeel 24 und Mohammad Rizwan 35 Runs. Daraufhin konnte sich noch Agha Salman etablieren, jedoch verlor er nach einem Fifty über 50 Runs sein Wicket und kurz darauf stand die pakistanische Niederlage fest. Beste australische Bowler waren Pat Cummins mit 5 Wickets für 49 Runs und Mitchell Starc mit 4 Wickets für 55 Runs. Als Spieler des Spiels wurde Pat Cummins ausgezeichnet.

### Dritter Test in Sydney
| 3. – 7. Januar Scorecard | Sydney | Pakistan 313 (77.1) & 115 (43.1) | – | Australien 299 (109.4) & 130-2 (25.5) |
|                          |        | Australien gewinnt mit 8 Wickets |   |                                       |

Pakistan gewann den Münzwurf und entschied sich als Schlagmannschaft zu beginnen. Für sie verloren die Eröffnungs-Batter früh ihre Wickets, bevor Shan Masood und Barbar Azam eine Partnerschaft formten. Azam erreichte 26 Runs und nachdem Mohammad Rizwan ins Spiel kam verlor Masood sein Wicket nach 35 Runs. Ihm folgte Agha Salman, woraufhin Rizwan nach einem Fifty über 88 Runs ausschied. An der Seite von Salman gelangen Sajid Khan 15 Runs, bevor Aamer Jamal aufs Feld kam. Salman erzielte ein Fifty über 53 Runs, bevor Jamal ebenfalls nach einem Fifty über 82 Runs das letzte Wicket des Innings verlor. Bester australischer Bowler war Pat Cummins mit 5 Wickets für 61 Runs. Für Australien etablierten sich noch die Eröffnungs-Batter David Warner und Usman Khawaja, bevor der Tag beim Stand von 6/0 endete. Der zweiten Tag schied Warner nach 34 Runs aus und wurde durch Marnus Labuschagne ersetzt. Khawaja erreichte 47 Runs und nachdem Steve Smith aufs Feld kam musste das Spiel auf Grund von schlechten Lichtverhältnissen und einsetzenden Regenfällen für den Tag abgebrochen werden. Der Tag endete beim Stand von 116/2. Am dritten Tag verlor Smith sein Wicket nach 38 Runs und Labuschagne kurz darauf nach einem Fifty über 60 Runs. Daraufhin formten Travis Head und Mitchell Marsh eine Partnerschaft. Head erreichte 10 Runs und der hineinkommende Alex Carey 38 Runs. Kurz darauf schied auch Marsh nach einem Fifty über 54 Runs aus und das Innings endete mit einem Rückstand von 14 Runs für Australien. Bester pakistanischer Bowler war Aamer Jamal mit 6 Wickets für 69 Runs. In ihrem zweiten Innings formte Eröffnungs-Batter Saim Ayub zusammen mit dem vierten Schlagmann Babar Azam eine Partnerschaft. Ayub erreichte 33 Runs und kurz darauf verlor auch Azam sein Wicket nach 23 Runs. Daraufhin kam Mohammad Rizwan ins Spiel und der Tag endete beim Stand von 68/7. Am vierten Tag fand Rizwan mit Aamer Jamal einen Partner. Rizwan erreichte 28 Runs und nach dessen Ausscheiden schied auch Jamal nach 18 Runs aus. Damit stellte Pakistan dem australischen Team eine Vorgabe von 115 Runs. Beste australische Bowler waren Josh Hazlewood mit 4 Wickets für 16 Runs und Nathan Lyon mit 3 Wickets für 36 Runs. Für Australien etablierte sich Eröffnungs-Batter David Warner mit dem dritten Schlagmann Marnus Labuschagne. Warner gelang ein Fifty über 57 Runs, woraufhin Labuschagne die Vorgabe im 26. Over einholte. Dieser erreichte dabei ein Fifty über 62* Runs. Die pakistanischen Wickets erzielte Sajid Khan mit 2 Wickets für 39 Runs. Als Spieler des Spiels wurde Aamer Jamal ausgezeichnet.

## Auszeichnungen

### Player of the Series
Als Player of the Series wurden der folgende Spieler ausgezeichnet.
| Serie | Player of the Series |
| ----- | -------------------- |
| Test  | Pat Cummins          |

### Player of the Match
Als Player of the Match wurden die folgenden Spieler ausgezeichnet.
| Spiel   | Player of the Match |
| ------- | ------------------- |
| 1. Test | Mitchell Marsh      |
| 2. Test | Pat Cummins         |
| 3. Test | Aamer Jamal         |